# Corydoras stenocephalus
Corydoras stenocephalus is een straalvinnige vissensoort uit de familie van de pantsermeervallen (Callichthyidae). De wetenschappelijke naam van de soort is voor het eerst geldig gepubliceerd in 1942 door Eigenmann & Allen.